# East Lindfield, New South Wales
East Lindfield este o suburbie în Sydney, Australia.